# The Way That I Love You
The Way That I Love You è un brano musicale della cantante statunitense Ashanti, estratto come primo singolo dall'album The Declaration del 2008. Il brano ha raggiunto la seconda posizione della classifica Billboard Hot R&B/Hip-Hop Songs.

## Tracce
CD Promo
1. The Way That I Love You (Main) - 4:30
2. The Way That I Love You (New Intro) - 4:49
3. The Way That I Love You (Radio Edit) - 3:53
4. The Way That I Love You (Instrumental) - 4:30

Download digitale
1. The Way That I Love You (Main) - 4:30

## Classifiche
| Classifica (2008)          | Posizione più alta |
| -------------------------- | ------------------ |
| Giappone                   | 96                 |
| U.S. Billboard Hot 100     | 37                 |
| U.S. Hot R&B/Hip-Hop Songs | 2                  |